# Gendarmerie nationale
Gendarmerie nationale är en militär polisstyrka i Frankrike som bildades av Frankrikes nationalförsamling år 1791. Dess poliser är militärer med polisiära befogenheter. Gendarmerna verkar främst på landsbygden och i förorter medan Police nationale verkar i städerna. Det hade 2006 ca 105 000 anställda. Av dessa var 103 000 militärer och 2 000 civilanställda. Chef för gendarmeriet är general Richard Lizurey. Var och en av Frankrikes 22 inhemska regioner utgör också en gendarmerieregion. Den regionale gendarmerigeneralen, som har sin stabsplats hos den regionale civilbefälhavaren, för befälet över det territoriella och mobila gendarmeriet.

## Territoriella gendarmeriet

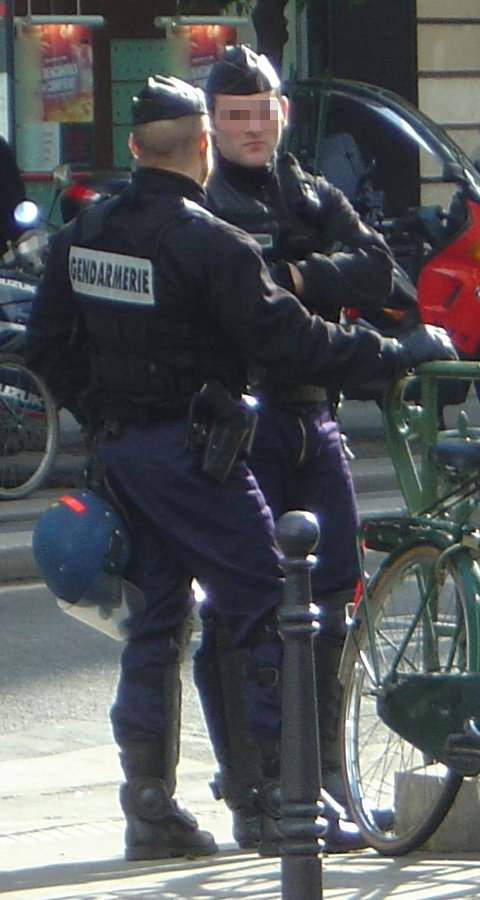
Gendarmer utanför Charlie Hebdos redaktion 2006.

Gendarmeriet i var och en av Frankrikes 100 departement bildar organisatoriskt ett bataljonsförband - groupement. I varje arrondissement finns i princip ett gendarmerikompani. I varje kanton finns i princip en brigade territoriale (gendarmeristation). Dessutom finns ett antal specialenheter som lyder direkt under länsbataljonschefen. Det territoriella gendarmeriet bestod 2008 av följande enheter: 1 124 lokala gendarmeristationer, 370 utryckningsplutoner, 271 hundpatruller, 92 länskriminalenheter, 383 kriminalenheter, 14 helikopterenheter, 7 flodpolispatruller, 26 sjöpolispatruller, 93 trafikpolisskvadroner, 136 trafikpolisplutoner, 37 specialenheter för ungdomsbrottslighet.

## Mobila gendarmeriet
I var och en av de sju försvarszonerna finns ett antal mobila gendarmerigrupper - groupement (gendarmeribataljoner). Varje grupp består av fyra till sju gendarmeriskvadroner. Varje skvadron består av en stabspluton och fyra insatsplutoner. Det mobila gendarmeriet bestod 2008 av 123 skvadroner. I Parisområdet finns ett högre mobilt gendarmerieförband, Force de Gendarmerie Mobile et d'Intervention (FGMI), med fyratusen polissoldater i sex bataljoner, däribland gendarmeriets pansarbataljon (Groupement blindé de gendarmerie mobile (GBGM)) och gendarmeriets specialförband (Groupement de sécurité et d'intervention de la gendarmerie nationale (GSIGN)(se nedan).

## Specialgendarmeriet
- Garde Républicaine
- Gendarmerie maritime - det maritima gendarmeriet ansvarar för sjöpolisverksamhet i de kustnära områdena samt för kustbevakning.[7]
  - Engelska kanalen och Nordsjön: 2 patrullfartyg och 3 patrullbåtar baserade i Dunkerque, Boulogne sur Mer, Dieppe och Cherbourg.
  - Atlanten: 1 patrullfartyg och 9 patrullbåtar baserade i Saint-Malo, Brest, Concarneau, Lorient, Pornichet, Les Sables d'Olonne, Rochefort och Anglet.
  - Medelhavet: 8 patrullbåtar baserade i Port-Vendres, Gruissan, Sète, Marseille, Toulon, Saint-Raphaël, Nice och Ajaccio.
  - Transmarina territorier: 4 patrullfartyg och 4 patrullbåtar baserade i Saint-Pierre et Miquelon, Réunion, Guadeloupe, Franska Polynesien, Nya Kaledonien, Franska Guyana och Mayotte.[8]
- Gendarmerie de l'air - flygvapengendarmeriet bevakar flygvapnets baser och fasta anläggningar samt utgör militärpolis för flygvapnet.[9] Det består av 43 grupper (brigades de gendarmerie de l'air) (BGA) om 12 gendarmer. Två BGA är beridna; en i Avord (Cher) och en i Cazaux (Gironde).[10]
- Gendarmerie des transports aériens - flygplatsgendarmeriet upprätthåller allmän ordning och säkerhet vid landets statliga flygplatser.[11]
- Gendarmerie de l'armement - försvarsmaterielgendarmeriet bevakar det franska försvarsmaterielverkets (Délégation générale pour l'armement) fasta anläggningar.[12]

## Gendarmeriets specialförband
Gendarmeriets specialförband är samlade i en bataljon - Groupement de sécurité et d'intervention de la Gendarmerie nationale (GSIGN) - tillhörande det mobila gendarmeriet. GSIGN består av följande komponenter: 
- Gendarmeriets nationella insatsstyrka - Groupe d'intervention de la Gendarmerie nationale (GIGN) - har till uppdrag att agera vid särskilt allvarliga indicenter, av typ terrorism, gisslantagande, fängelseupplopp.
- Gendarmeriets fallskärmsjägarskvadron - Escadron parachutiste d'intervention de la Gendarmerie nationale (EPIGN) - har till uppdrag att delta i storskaliga insatser för bekämpandet av terrorism och allvarlig brottslighet.
- Personskyddsenheten för republikens president - Groupe de sécurité de la Présidence de la République (GSPR) - har till uppgift att skydda Frankrikes president och hans familj. Det är en blandad styrka, som består av personal både från gendarmeriet och polisen.
- GSIGN:s utbildnings- och säkerhetsenhet - Groupe d'instruction et de sécurité des activités (GISA) - har till huvuduppgift att öva och utbilda specialförbandens personal.

## Gendarmeriets flygande enheter
Gendarmeriets flygande enheter (FAG) bestod 2009 av följande grupper och sektioner.
- Centrala flyggruppen (GCFAG) i Vélizy-Villacoublay
  - Stab och instruktörsgrupp
  - Teknisk underhållsgrupp

- 7 flyggrupper – en per gendarmeriregion
  - 26 plutoner (2–3 helikoptrar) och detachement (1 helikopter)[8]